# Javier Hernández Balcázar
Javier Hernández Balcázar (* 1. června 1988 Guadalajara), známý také jako Chicharito ([čičarito] – v mexické španělštině znamená hrášek) je mexický profesionální fotbalista, který hraje na pozici útočníka za mexický klub CD Guadalajara. Mezi lety 2009 a 2019 odehrál také 109 utkání v dresu mexické reprezentace, v nichž vstřelil 52 branek.

## Biografie
Hernández se narodil v Guadalajare. Nejprve hrál v rekreační lize, když mu bylo sedm let. Hernández vstoupil do CD Guadalajara ve věku devíti let, kde také v 15 letech podepsal svou první profesionální smlouvu. V mládí také získal svou přezdívku Chicharito (španělsky „malý hrášek“) díky svým zeleným očím.[zdroj?]

## Klubová kariéra
Dříve hrál za mexický klub CD Guadalajara. V sezóně 2010/11 nastřílel za Manchester United v 45 zápasech 20 gólů. V Lize mistrů 2010/11 nastřílel 4 góly a výrazně pomohl k postupu do finále, kde Manchester United podlehl Barceloně.
V sezoně 2010/11 se stal 2. nejlepším střelcem Manchesteru United po Dimitaru Berbatovovi a výrazně pomohl k zisku anglického titulu pro vítěze ligy a postupu až do finále prestižní Ligy mistrů. V sezoně 2012/2013 je zatím s 8 brankami v lize, po Robinu van Persiem a Waynu Roonym, nejlepší střelec svého týmu. 2 góly dal i v Lize mistrů UEFA, ale rudí ďáblové se nedokázali probojovat dál z osmifinále, kde vypadli proti Realu Madrid.
V opakovaném čtvrtfinálovém utkání FA Cupu 1. dubna 2013 (první zápas skončil remízou 2:2, proto se opakoval) proti Chelsea FC mohl za stavu 1:0 pro soupeře vyrovnat, jeho hlavičku ale bravurně zlikvidoval Petr Čech, fotbalisté United se museli po porážce 0:1 rozloučit s vidinou zisku FA Cupu. 19. května 2013 v posledním ligovém kole Premier League 2012/13 se podílel jedním gólem na divoké remíze 5:5 v zápase proti West Bromwichi (po němž se mj. rozloučil s trenérskou kariérou sir Alex Ferguson). Manchester měl účast v Lize mistrů 2013/14 zajištěnu již dříve, v ročníku získal celkem 89 bodů.

### Real Madrid
Koncem letního přestupového období 2014 odešel hostovat do španělského klubu Real Madrid. 22. dubna 2015 vstřelil jediný gól Realu ve čtvrtfinále Ligy mistrů UEFA 2014/15, Real tak vyřadil svého neoblíbeného soupeře a rivala Atlético Madrid po výsledcích 0:0 a 1:0.

### Leverkusen
V srpnu 2015 přestoupil do německého bundesligového klubu Bayer 04 Leverkusen, kde působil až do léta 2017. V červenci 2017 se vrátil do anglické Premier League, posílil klub West Ham United.

## Reprezentační kariéra
V mexické fotbalové reprezentaci debutoval v září roku 2009 v zápase proti Kolumbii.
Reprezentoval Mexiko na MS 2010 v Jihoafrické republice, kde vstřelil dva góly. Zúčastnil se i Mistrovství světa 2014 v Brazílii.